# Case Maldenti
Case Maldenti è un complesso architettonico situato nel centro storico di Forlì: comprende un intero isolato composto da vari edifici costruiti in epoche diverse, il cui nucleo principale è costituito dal Palazzo Seganti-Gioppi, in nome delle antiche famiglie proprietarie.
Il nucleo primitivo, risalente agli inizi del XV secolo, venne abitato dalla potente famiglia ghibellina dei Maldenti, da cui il nucleo abitativo trae nome. Il complesso fu oggetto più volte di ampliamenti e ristrutturazioni. È possibile riconoscere la struttura più antica costruita sul lato del canale di Ravandino, che conserva, oltre a varie tracce di apertura ora murate, il portico sorretto da quattro pilastri ottagonali con capitelli a foglia angolare. Questa parte si è mantenuta sostanzialmente immutata, probabilmente passata dall'utilizzo abitativo a quello di servizio, senza subire profonde variazioni.
Nei sotterranei dell'edificio sono state rinvenute tracce di un luogo di culto con tabernacolo in arenaria databile al IX secolo e le vasche di una conceria.
La parte centrale del complesso si sviluppa attorno ad un seicentesco cortile, che ospita un alloggio sovrastante, vistosamente rimangiato la fine dell'Ottocento, periodo in cui anche la torre viene sopraelevata e munita di merli.
Dopo vari passaggi di proprietà, nel 1882, l'intero complesso passò al conte Pietro Saffi e alla moglie, contessa Rosina Seganti. Ne fu poi proprietario il generale conte Antonio Gioppi, aiutante in campo di re Umberto I.